# Pilatobius
Sous-famille
Genre
Pilatobius est un genre de tardigrades de la famille des Hypsibiidae, le seul de la sous-famille des Pilatobiinae.

## Liste des espèces
Selon Degma, Bertolani et Guidetti, 2014 :
- Pilatobius aculeatus (Maucci, 1951/2)
- Pilatobius bisbullatus (Iharos, 1964)
- Pilatobius borealis (Biserov, 1996)
- Pilatobius brevipes (Marcus, 1936)
- Pilatobius bullatus (Murray, 1905)
- Pilatobius burti (Nelson, 1991)
- Pilatobius elongatus (Mihelčič, 1959)
- Pilatobius gerdae (Mihelčič, 1951)
- Pilatobius granifer (Greven, 1972)
- Pilatobius halapiense (Iharos, 1964)
- Pilatobius iltisi (Schuster & Grigarick, 1965)
- Pilatobius latipes (Mihelčič, 1955)
- Pilatobius nodulosus (Ramazzotti, 1957)
- Pilatobius nonbullatus (Mihelčič, 1951)
- Pilatobius oculatus (Murray, 1906)
- Pilatobius patanei (Binda & Pilato, 1971)
- Pilatobius ramazzottii (Robotti, 1970)
- Pilatobius recamieri (Richters, 1911)
- Pilatobius rugocaudatus (Rodriguez Roda, 1952)
- Pilatobius rugosus (Bartoš, 1935)
- Pilatobius secchii (Bertolani & Rebecchi, 1996)
- Pilatobius sexbullatus (Ito, 1995)
- Pilatobius trachydorsatus (Bartoš, 1937)

## Étymologie
Ce genre est nommé en l'honneur de Giovanni Pilato.

## Publication originale
- Bertolani, Guidetti, Marchioro, Altiero, Rebecchi & Cesari, 2014 : Phylogeny of Eutardigrada: New molecular data and their morphological support lead to the identification of new evolutionary lineages. Molecular Phylogenetics and Evolution, vol. 76, p. 110–126.